# 布鲁斯 (塔恩省)
布鲁斯（法語：Brousse，法語發音：[bʁus] ⓘ）是法国奥克西塔尼大区塔恩省的一个市镇，属于卡斯特尔区。

## 地理
布鲁斯（43°43'4"N, 2°4'22"E）面积14.77 平方千米，位于法国奧克西塔尼大區塔恩省，该省份为法国南部内陆省份，北起顺时针与阿韦龙省、埃罗省、奥德省、上加龙省和塔恩-加龙省接壤。
与布鲁斯接壤的市镇（或旧市镇、城区）包括：格罗耶、洛特雷克、穆莱雷斯、皮卡尔韦勒、圣于连迪皮。

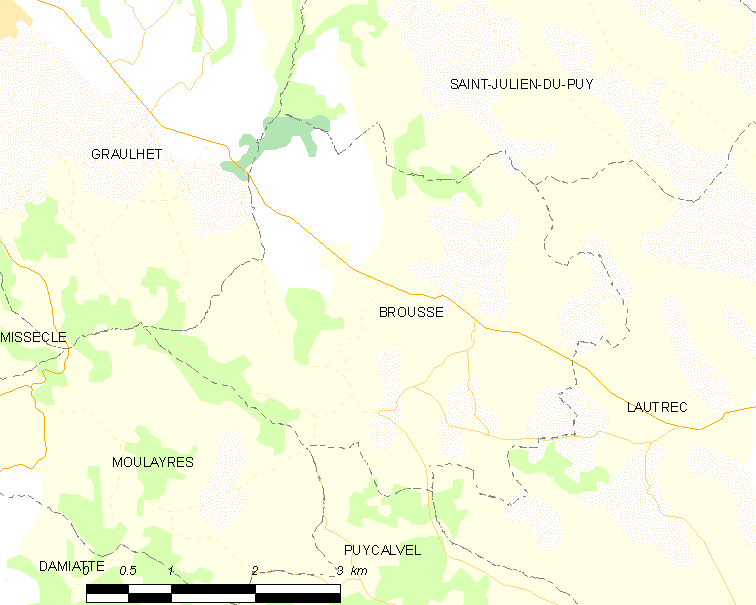
的OSM定位图

布鲁斯的时区为UTC+01:00、UTC+02:00（夏令时）。

## 行政
布鲁斯的邮政编码为81440，INSEE市镇编码为81040。

## 政治
布鲁斯所属的省级选区为阿古平原县。

## 人口

1962-2008年间人口变化图示

布鲁斯于2022年1月1日时的人口数量为439人。